# A Night at the Opera (album, Queen)
A Night at the Opera je čtvrté studiové album britské rockové skupiny Queen, které bylo vydané v roce 1975. Je nejslavnější z celé diskografie Queen.[zdroj?] Obsahuje největší[zdroj?] hit Queen, Bohemian Rhapsody, nebo silně konkurující[zdroj?] Love of My Life. Zároveň s tímto albem bylo také vydáno logo skupiny, které je také v upravené podobě na přebalu alba.

## Seznam skladeb

### První strana
1. „Death on Two Legs (Dedicated to…) “ (Freddie Mercury) – 3:43
2. „Lazing on a Sunday Afternoon“ (Mercury) – 1:07
3. „I'm in Love with My Car“ (Roger Taylor) – 3:05
4. „You're My Best Friend“ (John Deacon) – 2:52
5. „’39“ (Brian May) – 3:31
6. „Sweet Lady“ (May) – 4:03
7. „Seaside Rendezvous“ (Mercury) – 2:15

### Druhá strana
1. „The Prophet's Song (May) – 8:21
2. „Love of My Life“ (Mercury) – 3:39
3. „Good Company“ (May) – 3:23
4. „Bohemian Rhapsody“ (Mercury) – 5:55
5. „God Save the Queen“ (May) – 1:18

Bonusové písně přidáné při vydání firmou Hollywood Records v roce 1991
1. I'm in Love with My Car (1991 Bonus Remix by Mike Shipley) (Taylor) – 3:28
2. You're My Best Friend (1991 Bonus Remix by Matt Wallace) (Deacon) – 2:52

### Singly
Singly z alba A Night at the Opera

1. „Bohemian Rhapsody / I'm in Love with My Car“
Vydáno: 31. října 1975
2. „You're My Best Friend / ’39“
Vydáno: 18. května 1976